# ۱۰٬۰۰۰ روز
۱۰٬۰۰۰ روز (به انگلیسی: 10,000 Days) نام چهارمین آلبوم استودیویی گروه موسیقی آمریکایی ،تول، می‌باشد.
تول این آلبوم را با فاصله‌ای ۵ ساله نسبت به آلبوم قبل خود، لترالس، که در سال ۲۰۰۱ منتشر شده بود عرضه کرد. نام آلبوم اشاره به مدت زمان فلج‌شدن تا مرگ مادر مینارد جیمز کینن، خوانندهٔ گروه، است.
مراحل ضبط این آلبوم در سه استودیوی مختلف در کالیفرنیا انجام گرفت. گروه در این آلبوم با مهندس صدای دیگری به جای مهندسی که در دو آلبوم پیشین خود استفاده کرده بود همکاری کرد.
تول برای طراحی روی جلد آلبوم از یکی از کارهای گرافیکی الکس گری، کسی که در آلبوم قبل گروه نیز با آن‌ها مشارکت کرده بود، استفاده کرد. آلبوم نامزد دریافت سه جایزه گرمی شده بود که توانست جایزهٔ بهترین بسته‌بندی را برنده شود.
آلبوم در ۲۸ آوریل ۲۰۰۶ در بخش‌هایی از اروپا، ۲۹ آوریل در استرالیا، ۱ مه در پادشاهی متحده و ۲ مه در آمریکای شمالی منتشر شد و توانست در بیشتر این کشورها تا جایگاه نخست بالا بیاید. بیشتر منتقدین دیدگاه‌های مثبتی به آلبوم داشتند اما در قیاس با آلبوم‌های قبل گروه آن را ضعیف‌تر می‌دانستند.
آلبوم در هفتهٔ اول بیش از ۵۶۴هزار نسخه فروش کرد و توانست توسط آرآی‌اِی‌اِی گواهی‌نامه پلاتین و طلایی را دریافت کند.

## پیش‌زمینه
با پایان یافتن تور کنسرت‌های آلبوم لترالس در نوامبر سال ۲۰۰۲، گروه مدتی را بدون فعالیت سپری کرد، اما آن‌ها تماماً فعالیت خود را متوقف نکردند، در این میان مینارد جیمز کینن، خوانندهٔ گروه، در پروژه‌های جانبی دیگری مانند گروه ا پرفکت سرکل خود را مشترک کرده بود و با آنان آلبومی جدید را ضبط می‌کرد و به تور می‌رفت.
در اول آوریل ۲۰۰۵ وبگاه رسمی تول منتشر کرد که مینارد کینن موقتاً و شاید هم به صورت دائمی؛ ضبط آلبوم جدید را رها کند،
کرت لودر از ام‌تی‌وی که به وسیلهٔ ایمیل با مینارد کینن تماس برقرار کرد تا تأیید این خبر را جویا شود و مینارد نیز در پاسخش یک جور بی‌علاقی را تأیید کرد.
در ۷ آوریل وبسایت رسمی تول منتشر کرد که مراحل ضبط از سرگرفته شده و خبر مربوط به مینارد یک دروغ اول آوریل بود.

## مراحل ضبط
آلبومِ ۱۰٬۰۰۰ روز در اُهِنری استودیوز واقع در بربنک، کالیفرنیا، همچنین در دِ لافت و استودیوهایس گرندمستر واقع در هالیوود (کالیفرنیا) ضبط شد، جایی که گروه اولین آلبوم خود را نیز در آنجا ضبط کرده بود. مراحل میکس و آمیختن صوتی در Bay 7 واقع در شمالِ هالیوود و مراحل مسترینگ نیز در گیت‌وی مسترینگ‌استودیوز در پورتلند، مین انجام شد.
پس از اینکه گروه در دو آلبوم انیما و لترالس با دیوید باتریل به عنوان مهندس صدا همکاری کرد؛ تصمیم گرفت که خرده‌تغییراتی را انجام دهد. باز آزبورن، گیتارنوازِ ملوینز و دوست صمیمی آدام جونز، جو بارسی را به گروه برای همکاری به عنوان مهندس صدا پیشنهاد کرد، کسی که سابقهٔ کار با گروه‌هایی مانند کوئینز آو د استون ایج، کایس و ملوینز را از قبل داشت و گروه نیز از کارهای بارسی در ملوینز رضایت داشت.

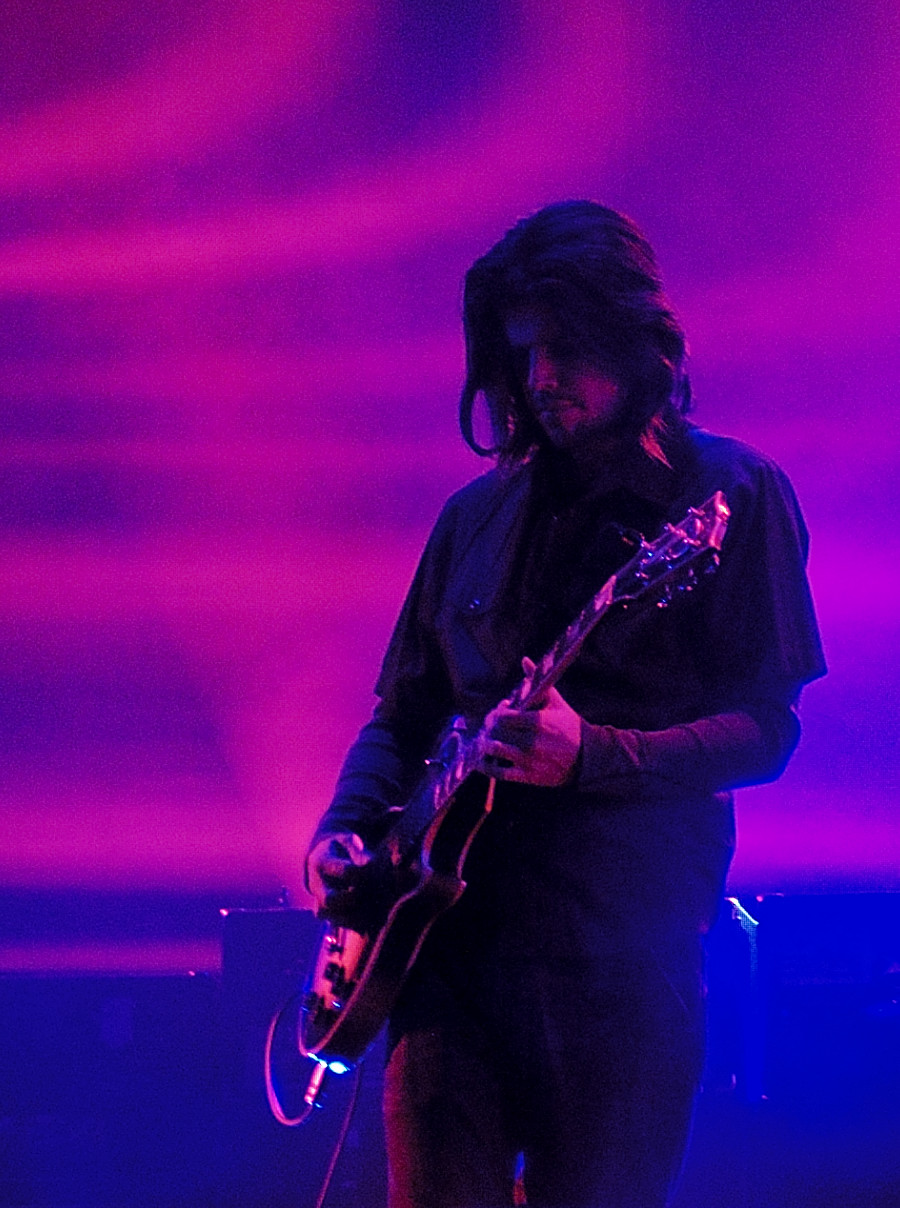
آدام جونز، گیتاریست گروه، در سال ۲۰۰۶ بهمراه تول

این آلبوم مملو از صدای سازهای کوبه‌ای الکترونیکی و آکوستیک است که تمام آن‌ها توسط دنی کری، درامر گروه، نواخته شده‌است. بارسی به دلیل گسترده بودن درامِ کری؛ تمام بخش‌های مربوط به ضبطِ درام را با تعداد میکروفون‌های زیادی ضبط کرد و قسمت‌های مربوط به سنج از درام وی را با میکروفون‌های مخصوصی پوشش داد. کری در برخی آهنگ‌ها از سازهایی مانند طبلا استفاده کرده بود.
برخی افکت‌های صوتی استفاده شده در آلبوم در طی مرحلهٔ ضبط در اتاق مسترینگ ایجاد شدند که از اشیایی که در آنجا بود یا تغییر صداهای موجود به وجود آمدند. بمانند آلبوم‌های قبلی تول؛ این آلبوم نیز دو پیغام یا نکاتِ ریز دارد که در مراحل مسترینگ در آهنگ‌ها گنجانده شده‌است. بارسی تمامی آهنگ‌ها را در دو استودیوی اُهنری و گرندمستر رکوردز؛ با استفاده از ماشین اِستیودِر اِی۸۲۷ ضبط کرد، او مراحل میکس و آمیختن صدا را مدتی شخصاً انجام می‌داد و سپس با موسیقیدانان دیگر نیز تک به تک کار می‌کرد تا آن‌ها نیز با میکس مورد نظر کنار بیایند.
در طی مراحل ضبط این آلبوم از یک شی دست‌ساز به اسم میکروفون بُمب‌لوله‌ای استفاده شد، یک قطعه مسی که یک پیکاپ گیتار روی آن قرار داده بودند و شبیه به بمب لوله‌ای بنظر می‌آمد. از این میکروفون بمب‌لوله‌ای در کنار بلندگوی مینارد کینن، نیز استفاده شد. جونز در سولویی که برای آهنگ «جامبی» می‌نوازد از یک تاک باکس استفاده می‌کند؛
که برای این کار از جو والش، گیتارنواز گروهِ ایگلز، تأثیر گرفته بود. جونز استفاده از تاک باکس در آهنگ همنام آلبوم، «۱۰٬۰۰۰ روز»، را بسیار شگفت‌انگیز می‌داند.

## بسته‌بندی و جلد آلبوم

شکلی فرم داده شده از نام گروه که روی جلد آلبوم نشان داده شده‌است.

نام آلبوم فاصلهٔ زمانی مابین فلج شدن و مرگ مادر مینارد جیمز کینن، خواننده گروه، است.
بسته‌بندی این آلبوم در نسخهٔ لوح فشرده شامل یک کتابچه‌است، بر روی جلد آن دو لنز استریوسکوپیک قرار دارد که از آن‌ها برای مشاهدهٔ تصاویری سه بُعدی از اعضای گروه که در درون بسته‌بندی گنجانده شده‌استفاده می‌شود، که این تصاویر برای بار نخست بعد از انتشار اولین آلبومشان در سال ۱۹۹۳ در جلد آلبوم قرار می‌گیرد.

یکی از تصاویر ویژه که در بسته‌بندی آلبوم از آن استفاده شده‌است، تصویر مربوطه درامر گروه، دنی کری، را نشان می‌دهد.

در تصویری که به مینارد تعلق دارد در دستان وی یک شیشه از شراب سرخ که شیشه‌اش متعلق به سال ۱۹۶۳ است قرار دارد که آن را به بیننده نشان می‌دهد و این عملش در آینه‌ای که در آنجا است نیز قابل دیدن است. در تصویر مربوط به دنی کری؛ او بر روی یک صندلی نشسته و با دستانش درپوش یک جام را گرفته و اجازه می‌دهد تا دود سفیدی از آن خارج شود، در تصویر متعلق به جاستین چنسلر یک عقاب بر روی دستانش نشسته و دور تا دورش را نیز شمع قرار دادند، در تصویر مربوط به جونز نیز پیرامون وی یک مجسمه و نمونه‌ای ابزارآلات آزمایشگاهی قرار دارد.
در وبسایت رسمی تول آمده‌است که قرار گرفتن این عکس‌ها در کنار هم نوعی پازل را شکل می‌دهد.
الکس گری، کسی که پیشینهٔ همکاری با گروه در امور مربوط به گرافیکی آلبوم قبل گروه، لترالس، را داشت در این آلبوم نیز با گروه در طرح جلد همکاری کرد. طرح روی جلد آلبوم از یکی از طرح‌های الکس‌گری استفاده شده‌است.‌گری تول را سکوی پرتابی برای معرفی این طرحش در فرهنگ عوام می‌داند.
همانند سایر آلبوم‌های تول، در این آلبوم نیز اشعار بر روی طرح جلد چاپ نشده‌است؛ مینارد کینن در مصاحبه‌ای علت چاپ نشدن اشعار در بسته‌بندی آلبوم را اینگونه گفته بود که اگر هنگام گوش دادن به موسیقی؛ عمل خواندن هم انجام بگیرد آنگاه شنونده تأثیر اثرهای صوتی رو از خودش سلب می‌کند. با این حال اشعار این آلبوم به صورت آنلاین به صورت رسمی منتشر شد.
در ۱۱ فوریه ۲۰۰۷؛ آدام جونز، گیتاریست و کارگردان هنری گروه، جایزه گرمی بهترین بسته‌بندی را در ۴۹اُمین مراسم سالیانه اهدای جوایز گرمی برای مشارکتش در طراحی جلد این آلبوم را دریافت کرد.
جونز یکی از هوادران عکاسی استریوسکوپیک است و دربارهٔ جلد این آلبوم گفت: «ما همیشه سعی می‌کنیم به چیزهایی فکر کنیم که قبلاً انجام نشده، برای جلد و بسته‌بندی هم به همان اندازه، و من هم یکی از طرفدارای عکاسی استریوسکوپیک بودم و متعلق به کلوب استریوسکوپیک جنوب کالیفرنیا هستم و ما فکر کردیم که اگر بتوانیم با بودجه‌ای که داریم این کارو انجام بدیم؛ چیز منحصربه‌فرد و متفکرانه‌ای خواهد بود. بیشتر طرح جلدهای که خوشم می‌آید از دههٔ ۷۰ میلادی است.

## موسیقی و شعر
آهنگ «وایکریس» از نظر موسیقی دارای یک ریف ۵/۴ است، و شعر آن؛ شور و هیجانی را که مردم بواسطه رسانه (تلویزیون) بدست می‌آورند را شرح می‌دهد که بعد از یکی از آهنگ‌های آلبوم انیما جزو سرراست‌ترین شعرهای مینارد به‌شمار می‌رود.
دو آهنگ «بال‌هایی برای مری (بخش اول)» و «۱۰٬۰۰۰ روز (بال‌ها بخش دوم)» با مدت زمان ۱۷ دقیقه در ارتباط با مادرِ خوانندهٔ گروه، مینارد جیمز کینن، است که بر اثر یک ضربه به مدت ۲۷ سال فلج بود و در سال ۲۰۰۳ جانش را از دست داد.
آهنگ «جامبی» از دیگر ترانه‌های آلبوم است که به صورت تک‌آهنگ نیز منتشر شد، دنی کری درامر گروه جایی عنوان کرده بود که ایدهٔ این آهنگ هنگام نواختن بیس توسط جاستین چنسلر، بیسیست گروه، آمده که او را به یاد یک برنامهٔ تلویزیونی در دوران کودکی‌اش انداخته بود و این موضوع در ساخت آهنگ تأثیرگذار بود.
آهنگ «کلیدهای گم‌شده (نکوهش هوفمان)»، نوعی پیش درآمد برای آهنگ «روزتا استوند» است و پس از تکرار چند نت و گیتارنوازی جونز، گفتگویی میان یک پرستار و دکتر تصویرسازی می‌شود، در این آهنگ صدای پرستار به کاملاً گریس، همسر گیتاریست آدام جونز، تعلق دارد. عبارت داخل پرانتز در عنوان این آهنگ اشاره‌ای به آلبرت هوفمان مخترع مادهٔ روانگردانِ ال‌اس‌دی است.
آهنگ «روزتا استوند» شامل یک کسر میزان ۵/۴ است که با ریف‌های پویایش مشخص می‌شود. در این آهنگ از سازهای کوبه‌ای چندوزنی و نامتعارف استفاده شد، نام آهنگ اشاره‌ای به سنگ رشید، از دوران مصر باستان دارد و ترانه‌اش در نوع سیال ذهن ساخته شده‌است.
آهنگ «جادوگری لیپان» کوتاهترین ترانهٔ آلبوم است، این آهنگ از نوعی موسیقی‌آوازی معنوی الگو گرفته‌است که به مردم لیپان آپاچی تعلق دارد.
دو آهنگ «اینتنشن» و «درست در دو» به همراه هم فضایی امبینت-مانند بلند را ایجاد می‌کنند که حدود ربع زمان آلبوم را به خود اختصاص می‌دهند، آهنگ «اینتنشن» دارای یک پیامِ برگردان‌شده است و اگر ابتدای آهنگ وارون پخش شود این گفته‌ها نمایان می‌شود: «سخت کار کن… در مدرسه بمان… به مادرت گوش کن… پدرت مرد راستی بود…»؛ شعر آهنگ «درست در دو» از دیدِ فرشتگان به رقابت و جنگ و فساد انسان‌ها نگاه می‌کند.
آخرین آهنگ آلبوم یک قطعه موسیقی بی‌کلام است که شامل نویزهای صوتی و پرسروصدا است، این آهنگ در زبان لاتین معنی عدد ۲۳ است. برخی هواداران گمان می‌کردند که با پخش همزمان این آهنگ به همراه «اینتنشن» یک آهنگ کامل و دست نخورده شکل می‌گیرد که گروه هیچ‌گاه این را تأیید نکرد. این آهنگ شباهت‌هایی به آخرین آهنگ آلبوم لترالس دارد.

## انتشار آلبوم و بازخوردها
در ۱۴ آوریل ۲۰۰۶، سی ثانیه از از آهنگ «وایکریس» بر روی ایستگاه رادیویی پیتسبورگ پخش شد، متعاقباً این آهنگ تمام و کمال به واسطهٔ یک سِروِر پروتکل انتقال فایل که برای توزیع آلبوم به رادیو مورد استفاده قرار گرفته بود در قالب فرمت ویو درز کرد.
گمانه‌زنی‌ها بر سر نام آلبوم جدید نیز با انتشار خبری از سوی وبگاه رسمی تول مبنی بر اینکه نام آلبوم جدید ۱۰٬۰۰۰ روز است؛ رد شده بود. با این وجود گمانه‌زنی‌ها ادامه پیدا کرد و ادعا این بود که که نامِ منتشر شده از سوی سایت تنها یک فریب برای گول‌زدن هوادارانِ سبک‌سر گروه‌است. گمانه‌زنی‌ها و شایعه‌ها غلط از آب درآمد؛ وقتی که آلبوم به واسطهٔ اینترنت و شبکه‌های به اشتراک‌گذاری یک هفته پیش از عرضهٔ رسمی درز پیدا کرد.
با وجود اینکه تدابیر امنیتی شدیدی در برابر پیش‌نمایش رسانه‌ای در نظر گرفته شده بود؛ آلبوم به صورت غیرقانونی بر روی اینترنت قرار گرفت.
آلبوم در ۲۸ آوریل ۲۰۰۶ در بخش‌هایی از اروپا، ۲۹ آوریل در استرالیا، ۱ مه در بریتانیا و ۲ مه در شمال آمریکا منتشر شد. در بریتانیا توانست تا جایگاه چهارم جدول فروش بالا بیاید، در ایالات متحده نیز توانست با فروش ۵۶۴۰۰۰ نسخه‌ای در هفتهٔ آغازین (دوبرابر آلبومِ پرل جم، نزدیک‌ترین رقیب خود) جایگاه یکم را در جدول بیلبورد ۲۰۰ بدست آورد در کشورهای اتریش، هلند، بلژیک، نروژ، استرالیا و نیوزلند نیز به جایگاه نخست دست یافت. گرچه نسبت به آلبوم قبل گروه، لترالس، از سوی منتقدین نقدهای نامطلوبتری دریافت کرد.
آلبومشون شبیه به فیلم هست، به عنوان یک شنونده مایلم آلبوم رو از اول تا آخر گوش کنم تا به همهٔ داستان پی ببرم.— باب لودویگ، مراحل ضبط ۱۰٬۰۰۰ روز (۲۰۰۶)
| بررسی انتقادی  | بررسی انتقادی |
| منبع           | رتبه‌بندی      |
| -------------- | ------------- |
| آل‌میوزیک       | [ ۱۹ ]        |
| رولینگ استون   | [ ۱۰ ]        |
| اسپاتنیک‌میوزیک | [ ۲۱ ]        |
| آلتیمیت گیتار  | [ ۳۰ ]        |
| د اسکینی       | [ ۳۱ ]        |

نیک باتلر از اسپاتنیک‌میوزیک آلبوم را با کارهای گروه مِشوگا مقایسه کرد و و ترانه‌های بلند آلبوم را لحظات خوب و لحظات بد آن دانست و در مجموع تا حدی آن را خوب در نظر گرفت؛ اما نسبت به دو آلبوم آنیما و لترالس سطحش را پایین‌تر می‌دید؛ این وبگاه جایگاه ۱۵۰ را به این آلبوم در بین آلبوم‌های سال ۲۰۰۶ داد. راب تیکستون از آل‌میوزیک آلبوم را یک گام روبه جلو برای گروه دانست و آن را استقبال دوباره‌ای از ترانه‌های اپیک و بلند دانست که ریشه در هوی‌متال اولیه داشت.
ایوان سپیک از مجلهٔ رولینگ استون آلبوم را ادامهٔ سطحی از هنرپیشگی و ذوق هنری بی‌مانندِ گروه در متال دانست و سه و نیم ستاره از ۵ ستاره به آلبوم داد
این مجله همچنین ۱۰٬۰۰۰ روز را بین ۵۰ آلبوم برتر سال ۲۰۰۶؛ در جایگاه ۳۸اُم قرار داد.
مجلهٔ استایلوس به آلبوم نمرهٔ D+ داد و معتقد بود که «موسیقی پراگرسیو» تنها ساختن آهنگ بالای ۷ دقیقه و استفاده از جلد آلبوم‌های اینچنینی نیست.
برخی منتقدین نیز اعتقاد داشتند روح و قلب تول در سرتاسر ۱۰٬۰۰۰ روز زنده است؛ اما آن را بی‌چون و چرا ناقص‌ترین آلبوم تول تا امروز می‌دانستند.
پاپ‌مترز به آلبوم نمرهٔ ۶ از ۱۰ داد و تول را جزو گروه‌هایی دانست که آلبوم را به عنوان یک هنر چندرسانه‌ای می‌نگرد، با اینکه ۵ آهنگ اول آلبوم را خوب دانست اما ترانه‌های باقی‌مانده آلبوم را کوششی برای حفظ همان سطح کیفیت پنج آهنگ اول دانست.
کریس راپر از وبگاه آی‌جی‌ان در بررسی که از آلبوم داشت؛ در مجموع آلبوم را شامل یک‌سری از آهنگ‌های خوب دانست اما نسبت به کارهای پیشین گروه مانند آنیما و لترالس آن را ضعیفتر خواند.
جس هارول از پیچفورک مدیا معتقد بود که آلبوم بیشتر شبیه به آرت راک است تا آرت متال و این تفاوت برایش مشهود بود، او همچنین صدای خواننده در این آلبوم را نقطهٔ قوت آلبوم نمی‌دانست.
تیم گریرسن از وبگاه ابوت.کام ۱۰٬۰۰۰ روز را دومین آلبوم راک در سال ۲۰۰۶ در نظر گرفت و در این فهرست تنها آلبوم گروه پرل جم بود که بالاتر از آن قرار گرفت این رده‌بندی در حالی صورت گرفت که آلبوم تول در هفتهٔ نخست دوبرابر آلبوم پرل جم فروش کرده بود.
آلبوم توانست توسط آرآی‌اِی‌اِی گواهی‌نامه پلاتین و طلایی را دریافت کند.

## تور آلبوم

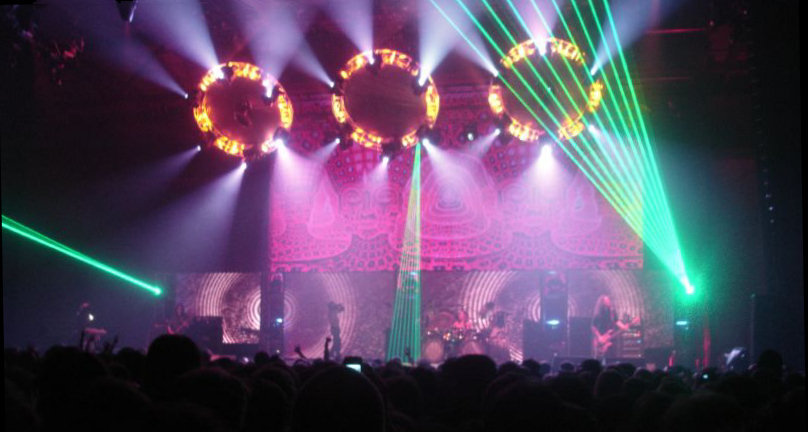
تول در حال اجرا در سال ۲۰۰۶ پس از انتشار آلبوم

تورهای ۲۰۰۶ گروه تول پس از انتشار آلبوم ۱۰٬۰۰۰ روز به موفق‌ترین تورهای این گروه تا آن زمان تبدیل شده بود. باب روکس یکی از مسئولین سازماندهی تورهای گروه؛ تورهای گروه در تمام تابستان را قوی می‌دید و به گفته وی در پاییز قوی‌تر هم شد.
پس از انتشار آلبوم، گروه تور خود را از جشنواره موسیقی و هنر کوچلا آغاز کرد. از ۲ مه تا ۲۱ مه نیز پس از ۱۵ نمایش بخشی از تورش در بوستون به پایان رسید. پس از اجرا در ایالات متحده گروه تور تابستانی خود را در اروپا آغاز کرد. زمانبندی تور بمانند تور آلبوم قبلی، لترالس در سال ۲۰۰۱ بود.
پس از تور در استرالیا و نیوزلند و در طی یک وقفهٔ کوتاه درامر گروه، دنی کری، از پارگی ماهیچهٔ بازوانش که بر اثر یک حادثه دچار آسیب شده بود رنج می‌برد و این حضورش در تور بعدی گروه که در آمریکای شمالی بود را نامشخص می‌کرد. دنی کری در ۲۱ فوریه تحت عمل جراحی قرار گرفت و چندین اجرای گروه نیز به تعویق افتاد.
گروه در آوریل به تور بازگشت و در جشنوارهٔ موسیقی بانرو به عنوان هدلاین‌کننده حضور یافت که در آهنگ «لترالس» از حضورِ تام مورلو، عضو گروهِ ریج اگنست د ماشین به عنوان مهمان استفاده کرد. در تورهای این آلبوم هنرمندان مهمان دیگری مانند کرک همت از متلیکا، سرج تانکیان خوانندهٔ گروه سیستم آو ا داون و فیل کمبل گیتاریست گروه موتورهد در برخی اجراها حضور یافتند.
گروه جشنوارهٔ بیگ دِی اوت در نیوزلند و استرالیا را نیز در تورهای خود در اوایل ۲۰۰۷ هدلاین کرد و تورهایی را نیز مجدداً در میانه‌های مارس در آمریکای شمالی برگزار کرد.
اجراهای زنده تول در این تورها نسبت به تورهای قبلی پر زرق وبرق‌تر بود و شامل نورپردازی پرجزییاتی بود که در پس‌زمینه آن از تصویر طرح جلد آلبوم ۱۰٬۰۰۰ روز، طراحی شده توسط الکس گری، استفاده و با موسیقی همگام‌سازی می‌شد. تور ۱۰٬۰۰۰ روز؛ دارای بیش از ۶ ساعت قطعه ویدئویی بود که توسط آدام جونز و همسرش کاملاً گریس، چت زر، میتز مییر ساخته شده بود و هنگام اجرای آهنگ‌ها برای حاضرین به نمایش درمی‌آمد.

## فهرست آهنگ‌ها
- تمام آهنگ‌ها توسط تول سروده و اجرا شده‌است.

| شماره      | نام        | مدت   |
| ---------- | ---------- | ----- |
| ۱.         | بی‌نام      | ۷:۰۷  |
| ۲.         | بی‌نام      | ۷:۲۷  |
| ۳.         | بی‌نام      | ۶:۱۱  |
| ۴.         | بی‌نام      | ۱۱:۱۳ |
| ۵.         | بی‌نام      | ۶:۲۱  |
| ۶.         | بی‌نام      | ۱:۱۱  |
| ۷.         | بی‌نام      | ۳:۴۶  |
| ۸.         | بی‌نام      | ۱۱:۱۱ |
| ۹.         | بی‌نام      | ۷:۲۱  |
| ۱۰.        | بی‌نام      | ۸:۵۵  |
| ۱۱.        | بی‌نام      | ۵:۰۲  |
| مجموع مدت: | مجموع مدت: | ۷۵:۵۰ |

## دست‌اندرکاران
| تول - آدام جونز - گیتار، سی‌تار، کارگردان هنری - جاستین چنسلر - گیتار بیس - مینارد جیمز کینن - خواننده - دنی کری - طبلا، درام، ساز کوبه‌ای | گروه تولید - جو بارسی - آمیختن صدا و مهندسی صوت - الکس گری - تصویرسازی - باب لودویگ - مسترینگ - لاستمرد - اثرات صوتی آب و هوایی در آهنگ «10,000 Days (Wings Pt 2)» هنرمندان مهمان - بیل مک‌کالین - آواز در ترانهٔ شماره ۶ - پت رادلینگ - صدای «دکتر واتسن» در آهنگ شماره ۷ - کاملاً گریس - صدای پرستار در آهنگ شماره ۷ |

## در جدول فروش
| جدول (۲۰۰۶)            | مکان |
| ---------------------- | ---- |
| جدول آلبوم‌های بریتانیا | ۴    |
| بیلبورد ۲۰۰            | ۱    |
| جدول آلبوم‌های استرالیا | ۱    |
| جدول آلبوم‌های نروژ     | ۱    |
| جدول آلبوم‌های سوئیس    | ۳    |
| جدول آلبوم‌های فرانسه   | ۷    |
| جدول آلبوم‌های هلند     | ۱    |
| جدول آلبوم‌های سوئد     | ۲    |
| جدول آلبوم‌های نیوزلند  | ۱    |
| جدول آلبوم‌های آلمان    | ۲    |
| آلبوم‌های تاپ اینترنت   | ۱    |
| آلبوم‌های تاپ کانادا    | ۱    |

| سال  | تک‌آهنگ    | جدول                     | جایگاه کسب‌کرده |
| ---- | --------- | ------------------------ | -------------- |
| ۲۰۰۶ | «وایکریس» | ترانه‌های پر رونق راک     | ۲              |
| ۲۰۰۶ | «وایکریس» | ترانه‌های پر رونق داغ راک | ۲              |
| ۲۰۰۶ | «وایکریس» | ترانه‌های مدرن راک        | ۲              |
| ۲۰۰۶ | «دیگ»     | ۱۰۰ آهنگ داغ بیلبورد     | ۹۴             |
| ۲۰۰۶ | «دیگ»     | ترانه‌های پر رونق داغ راک | ۱              |
| ۲۰۰۶ | «دیگ»     | ترانه‌های مدرن داغ راک    | ۵              |
| ۲۰۰۷ | «جامبی»   | ترانه‌های پر رونق داغ راک | ۷              |
| ۲۰۰۷ | «جامبی»   | ترانه‌های مدرن داغ راک    | ۲۳             |

### گواهینامه‌ها
| کشور     | گواهینامه | نوع گواهینامه | فروش      |
| -------- | --------- | ------------- | --------- |
| آمریکا   | آرآی‌ای‌ای  | پلاتین        | ۱٬۰۰۰٬۰۰۰ |
| کانادا   | ام‌سی      | پلاتین        | ۱۰۰٬۰۰۰   |
| استرالیا | آی‌آرآی‌ای  | پلاتین        | ۷۰٬۰۰۰    |
| بریتانیا | بی‌پی‌آی    | نقره          | ۶۰٬۰۰۰    |

## یادداشت
1. ↑  O'Henry Sound Studios
2. ↑  The Loft, Hollywood
3. ↑  Grandmaster Recorders
4. ↑  Gateway Mastering Studios
5. ↑  Studer A827
6. ↑  Pipe Bomb Mic
7. ↑  Undertow
8. ↑  «Net of Being» نام طرح
9. ↑  «Hooker with a Penis» نام آهنگ
10. ↑  «Wings for Marie (Pt 1)»
11. ↑  «10,000 Days (Wings Pt 2)»
12. ↑  نام برنامه Pee-wee's Playhouse
13. ↑  «Lost Keys (Blame Hofmann)"
14. ↑  Rosetta Stoned
15. ↑  Camella Grace
16. ↑  Intension
17. ↑  Right in Two
18. ↑  Work Hard...Stay in School...Listen to Your Mother...Your Father Was Right...
19. ↑  «Viginiti Tres"
20. ↑  «Faaip De Oaid"
21. ↑  WAV
22. ↑  Big Day Out Festival